# Serveringsdräkt
Serveringsdräkt, serveringskläder, serveringsklädsel eller serveringsuniform kallas de arbetskläder som serveringspersonal traditionellt kan använda i sin yrkesutövning.

## Användning

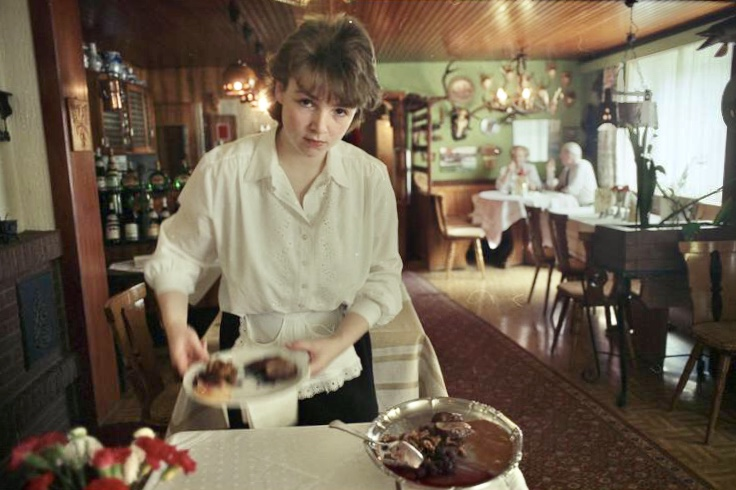
Servitris klädd i vit blus, vitt förkläde och svart kjol på en restaurang i dåvarande Västtyskland 1988.

### Serveringspersonal
För servitörer och servitriser är serveringskläderna också oftast en uniform, vare sig de arbetar på en restaurang eller på annan plats, till exempel i sin arbetsgivares privathem. Servitörer kan bära svarta kostymbyxor, vit skjorta med fluga eller slips och ibland svart väst. Servitriser kan ha svart kjol, vit blus och förkläde, eller även de vit skjorta och svarta byxor. Även servitriser kan ha väst. Servitriser kan också bära en hätta eller serveringsmössa. Många har även namnbricka på blusen eller skjortan.
På vissa arbetsplatser förekommer numera helsvart klädsel, både skjorta och byxor eller för kvinnor blus och kjol

### Husligt anställda

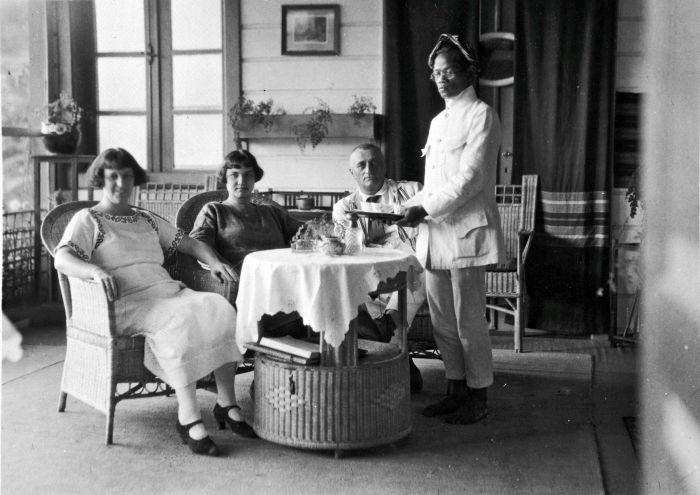
Servering i Nederländska Indien, juni 1926.

Serveringspersonal i Arizona i USA, omkring 1936.

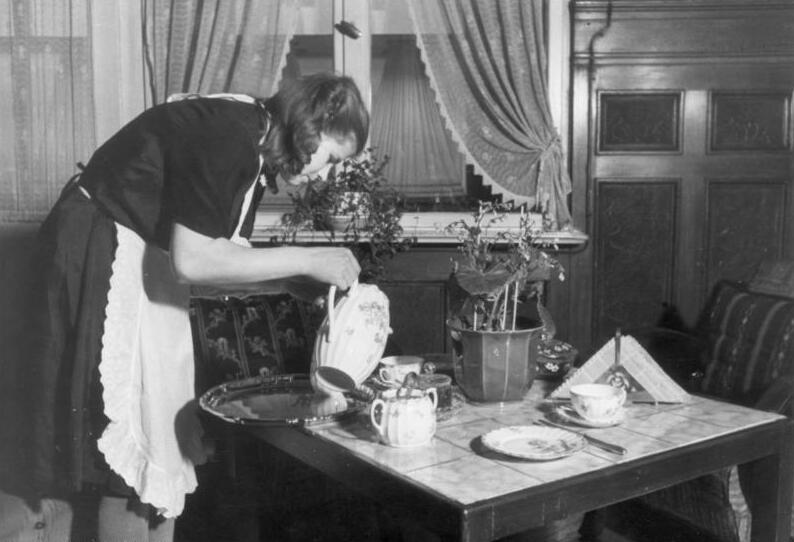
Hembiträde iklädd traditionella serveringskläder.

Det förekommer att husligt anställda personer bär serveringskläder om de serverar, och särskilt om det kommit gäster. Serveringskläderna har till exempel för många hembiträden och även barnflickor (som inte enbart passat barn) kunnat bestå av svart eller blå klänning, oftast med vita krage och vitt förkläde och ibland även en hätta. Även vit blus och svart kjol samt förkläde kan förekomma som serveringskläder för hembiträden och barnflickor. Vissa hembiträden och barnflickor samt betjänter har använt serveringskläder vid vissa tillfällen och annars arbetat i antingen mer eller mindre valfri klädsel eller följt en av arbetsgivaren anvisad klädkod; andra växlar med en annan arbetsklädsel eller alltid burit serveringskläder.